# Les Échelles
Les Échelles è un comune francese di 1 270 abitanti situato nel dipartimento della Savoia della regione dell'Alvernia-Rodano-Alpi.

## Geografia
Les Échelles è situato sulla riva destra del Guiers Vif, di fronte al comune Entre-deux-Guiers, quest'ultimo situato nel territorio del dipartimento dell'Isère.
Sorge a 41 km a nord di Grenoble e a 91 km a sud-est di Lione.

## Storia
Nel 1760 il trattato di Torino tra Francia e Savoia fissò il confine sul Guiers Vif: il sobborgo di Entre-deux-Guiers divenne definitivamente francese e fu separata da Les Échelles che rimase savoiarda.
Nel febbraio del 1834, durante il tentativo di invasione della Savoia, effettuato da fuoriusciti mazziniani, vi cadde in azione il carabiniere Giovanni Battista Scapaccino. Fu decorato con la Medaglia d'oro al valor militare, la prima concessa dall'istituzione dell'onorificenza.
È rimasta un'importante località frontaliera sino al 1860, quando l'intera Savoia è stata annessa alla Francia in seguito alla firma del trattato di Torino.

### Simboli
Lo stemma è un'arma parlante, con riferimento al nome del paese: échelle significa "scala" in francese.
La più antica testimonianza dell'emblema comunale si trova in un atto approvato il 24 luglio 1388, alla presenza di Bona di Borbone, contessa di Savoia, stipulato dal comune con i monaci della Grande Chartreuse, dove sono descritti i segni di confine che servivano alla delimitazione delle foreste: un globo crucigero per il monastero e una scala con tre gradini per Les Échelles. La croce nel capo ricorda la presenza di una commanderia degli Ospitalieri di San Giovanni di Gerusalemme.

## Società

### Evoluzione demografica
Abitanti censiti